# Hermann Till
Hermann Till (* 4. März 1873 in Bad Homburg vor der Höhe; † im 20. Jahrhundert) war ein deutscher Gymnasialprofessor und Abgeordneter des Provinziallandtages der Provinz Hessen-Nassau.
Nach dem Studium der Pädagogik mit Promotion zum Dr. phil wurde Hermann Till Oberlehrer an der Elisabethenschule in Frankfurt und später Gymnasialprofessor bzw. Studienrat.
Er betätigte sich politisch, trat der Deutschnationalen Volkspartei bei und erhielt 1920 ein Mandat für den Nassauischen Kommunallandtag des preußischen Regierungsbezirks Wiesbaden bzw. den Provinziallandtag der Provinz Hessen-Nassau, wo er Mitglied des Beamten- und Wahlprüfungsausschusses war.
1921 kandidierte er erfolglos für den Landtag, denn die Deutschnationale Volkspartei hatte keine Wahlliste aufgestellt. 